# Ligne de Tournemire - Roquefort au Vigan
La ligne de Tournemire - Roquefort au Vigan est une ancienne ligne ferroviaire française à écartement standard et à voie unique des départements de l'Aveyron et du Gard. Elle reliait la gare de Tournemire - Roquefort à celle du Vigan. 
Elle constitue la ligne 727 000 du réseau ferré national.

## Histoire
Cette ligne a été déclarée d'utilité publique à titre d'intérêt général par la loi du 8 août 1879 (2e section de la ligne d'Alby au Vigan). Elle a été concédée à titre définitif à la Compagnie des chemins de fer du midi par la loi du 20 novembre 1883.
Elle a été mise en service le 24 août 1896 par la même compagnie.
Le 1er janvier 1938, lors de la nationalisation des grandes compagnies, c'est la Société nationale des chemins de fer français (SNCF) qui est devenue gestionnaire de la ligne.
La ligne a été fermée au trafic des voyageurs en 1939 et au trafic des marchandises en plusieurs étapes :
- 1952 : section de L'Hospitalet-du-Larzac à Avèze - Molières.
- 1960 : section de Tournemire - Roquefort à L'Hospitalet-du-Larzac.
- 1971 : section d'Avèze - Molières au Vigan.

Elle a été déclassée aux dates suivantes :
- Section de L'Hospitalet-du-Larzac à Avèze - Molières (PK 543,900 à 583,270) : 12 novembre 1954[5].
- Section de Tournemire - Roquefort à Hospitalet-du-Larzac (PK 525,225 à 543,900) : 29 octobre 1970[6].
- Section d'Avèze - Molières au Vigan (PK 583,270 à 585,983) : 14 janvier 1972[7].

À la fin des années 70, la section de Tournemire à l'Hospitalet a été remise en état par l'armée dans le cadre de l'extension du camp militaire du Larzac. L'abandon de l'extension de ce camp en 1981 a mis fin à tout espoir de revoir un quelconque trafic sur la ligne.

## Vélorail du Larzac
En 1999 naît une idée originale d'utilisation de la voie posée par le 5e Génie pour y faire circuler des vélorails entre les gare Sainte-Eulalie-de-Cernon et Le Rouquet sur presque 5 km. En 2001 l'exploitation commence sur un  premier parcours dit "des papillons". 
Depuis, avec la rénovation des gares de Sainte-Eulalie-de-Cernon (2003), et de La Bastide-Pradines (2009), le parcours s'est allongé et court du Tunnel du Pradé jusqu'au Rouquet sur 16 km.
Les vélorails partagent les trajets avec un train navetteur, ou avec le train touristique Larzac-Express.

## Voie verte
Une voie verte « la promenade du viaduc » est aménagée sur un tronçon de 3,5 km de Cavaillac-Arre à Molières-Avèze.

## Infrastructure
C'était une ligne au profil très difficile, les déclivités atteignaient 33 ‰. Le rayon des courbes ne descendait pas en dessous de 300 m. La ligne comprend de très nombreux tunnels.